# Karls kyrkoruin

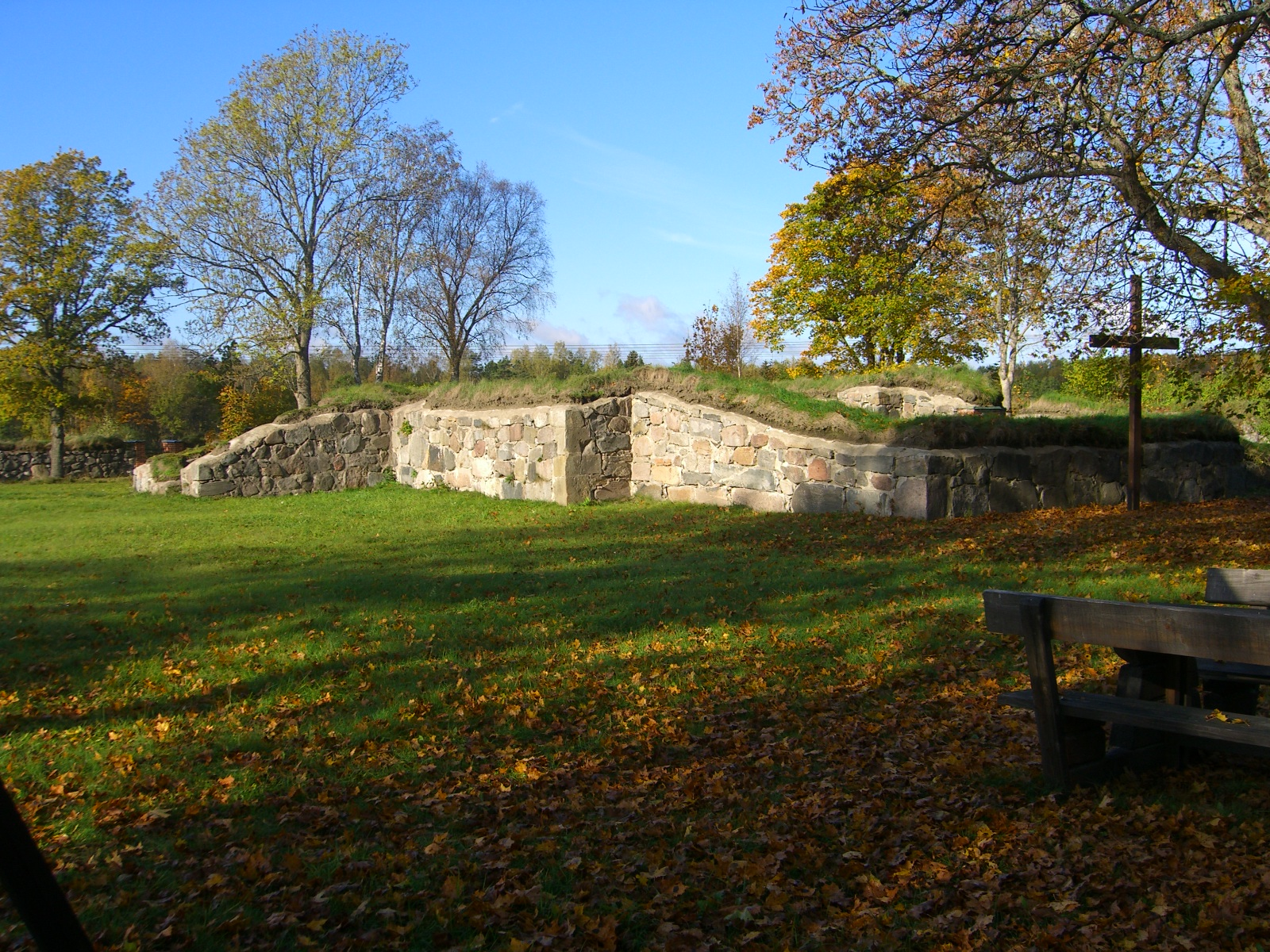
Karls kyrkoruin

Karls kyrkoruin är resterna efter en medeltida kyrka i Söderby-Karl i Uppland, som byggdes i slutet av 1200-talet och övergavs 1795. Enligt traditionen var den tillägnad Sankt Karlung, Roslagens skyddshelgon. Ruinen ligger utmed Riksväg 76 och strax nordost om ett gammalt skolhus i Sebende i Söderby-Karls socken, ungefär halvvägs mellan Estuna kyrka och Söderby-Karls kyrka. Den används för friluftsgudstjänster på sommaren. 

## Historia
Enligt en gammal sägen föregicks kyrkan av ett kapell på samma plats, som byggdes där Sankt Karlung begravdes. I likhet med andra legender om helgon kunde kistan inte passera platsen, den blev för tung eller välte, och en källa sprang upp på platsen och blev platsen för kyrkan. Det finns också en beskrivning från 1600-talet av Laurentius Paulinus Gothus att det fanns en "stygg brunn" i kyrkan och en källa utanför. Ruinen uppvisar kvarlevor efter ett rektangulärt långhus med smalare, rakt avslutat kor, en sakristia på korets norra sida och ett vapenhus i söder. Av kyrktornet i väster syns nu endast grundstenar. Murarna består av natursten med inslag av huggen sandsten i hörnkedjor och omfattningar. Grundmurarna visar att kyrkan var byggd i romansk stil.

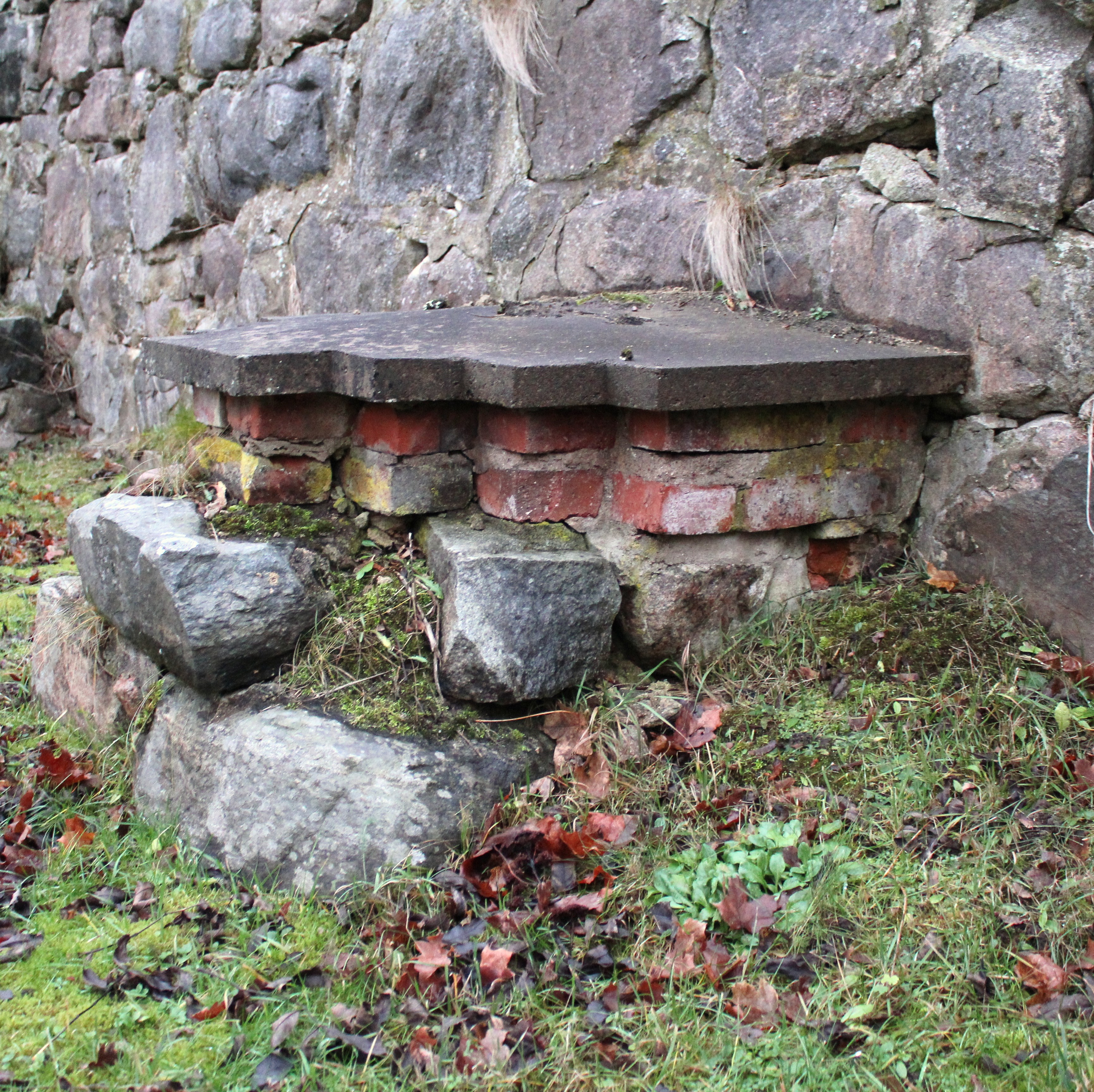
En altarlik stenplatta intill ruinens murverk.

Kyrkan byggdes under 1200-talets andra hälft och står första gången omtalad 1287 som "Karlungskirkia". Den ursprungliga planen är påfallande lik Lohärads kyrka. Sakristian tillbyggdes senare, troligen under 1300-talet. Under 1400-talet slogs tegelvalven i långhuset. Vidare uppfördes ett vapenhus i söder, som i slutet av medeltiden utvidgades åt väster. 
Av medeltida inventarier återstår foten till en gotländsk dopfunt från 1200-talets senare hälft, nu i Söderby-Karls kyrka, ett sakramentsskåp från 1400-talet och en liten rest av ett altarskåp som nu förvaras på Nordiska museet. En kyrkklocka, möjligen från 1100-talet, har påträffats i en äng vid Aspsund strax söder om Söderby-Kaarl, men det är osäkert om den har hört till kyrkan. Ängen var tidigare sjöbotten och enligt en lokal legend stal vikingar från Estland en kyrkklocka som de tappade i en sjö på väg därifrån.
Det fanns en källa inuti i kyrkan, och en utanför som kallades Karls källa, och kyrkan var en plats vallfärd under medeltiden, men även långt efter reformationen för att besvärja sjukdomar.
År 1502 blev Sveriges marsk, Svante Nilsson Sture, sjuk och då lottades, vilket var brukligt, helgonet Sankt Karlung fram till vilken han skulle be och offra. Han skickade då sin kusin, Birgitta Tordsdotter Bonde, dit på vallfärd.
Karlungs reliker förvarades i ett relikskrin som ännu fanns kvar år 1635 då det avbildades av fornforskaren Johannes Haquini Rhezelius. Han beskriver också hur skrinet bars ut över åkrarna på våren för att främja god skörd. Vid en visitation av ärkesbiskopen Laurentius Paulinus Gothus några år senare noterade han att det fanns mycket spår efter katolska traditioner i kyrkan, som texten "Help Maria" i koret, "en stygg brunn" i kyrkorummet och en källa utanför kyrkan dit man offrade pengar.
Någon gång på 1500- eller 1600-talen rasade tornets övre del. Tornet fick därefter förfalla och 1785 revs de sista resterna av dess murar. Sedan Karlskyrka församling uppgick i Söderby-Karls församling 1796 övergavs kyrkan. Koret rasade på 1860-talet och på 1880-talet revs långhuset på grund av rasrisk. Åren 1934–35 frilades ruinen från vegetation och restaurerades. 
Nu återstår endast de förfallna murarna, övervuxna med vildrosor, humle och kaprifol och en liten klockstapel ringer ibland samman till friluftsgudstjänster. I ruinens sydvästra hörn finns dold under ett trälock en djup brunn. Det är den heliga källan som en gång användes vid det kristna dopet, eller för dricka ur för bot och bättring.

## Runsten

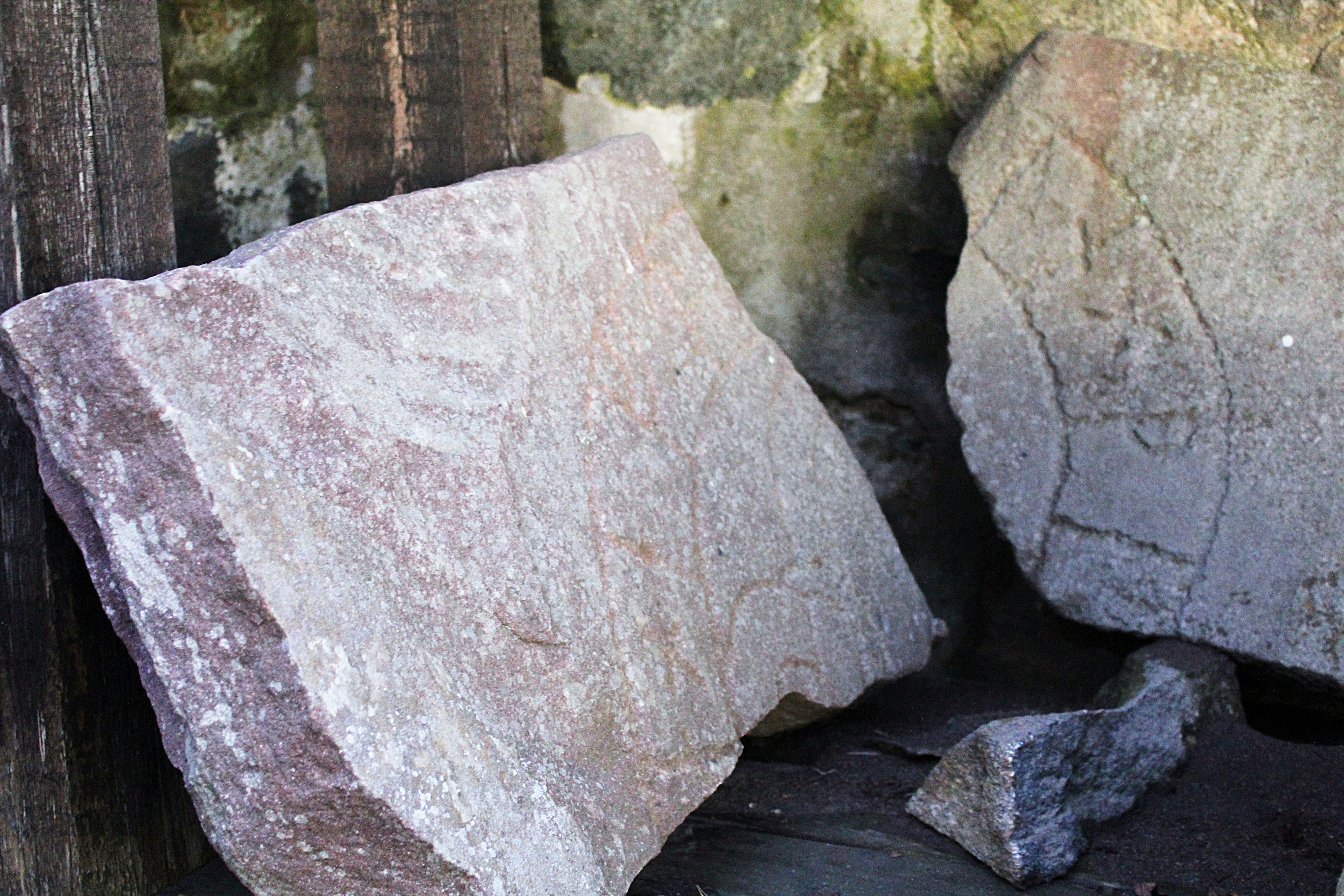
Runstensfragmenten i ruinen.

Vid kyrkoruinen finns två fragment av en runsten i sandsten, egentligen fyra små fragment som sammanfogats, U 583, med texten: "...denna sten efter...". Ålder och ristare är okända, likaså stenens ursprung. Gustaf Lovén som första gången inrapporterade fyndet 1920, har även meddelat att andra fragment med ristningar troligen blivit sålda till Noors gård i Roslags-Bro.